# Arba
Arba (Darbe in friulano standard, Darba nella variante locale) è un comune italiano di 1 336 abitanti del Friuli-Venezia Giulia.

## Origini del nome
Citato per la prima volta nel 1186 (villam de Arba), il toponimo potrebbe derivare da hĕrba "erba" come dal plurale di arvum "campo". Condivide la stessa origine un'omonima località di Buja.

## Storia
In località Marcisinas, a sud del paese, sono state individuate delle sepolture a tumulo risalenti al II millennio a.C., tuttavia l'odierno centro abitato dovrebbe essersi formato dopo le invasioni barbariche, in epoca longobarda o franca. In questo periodo i patriarchi di Aquileia e i vescovi di Concordia eressero delle fortificazioni per difendere la zona.
Arba è menzionata per la prima volta nel 1186, in una bolla di papa Urbano III indirizzata al vescovo di Concordia Gionata. Allora il villaggio era compreso nella giurisdizione del castello vescovile di Meduno.
Nel 1379 gli abitanti di Arba e Tesis conclusero un accordo confinario in Villa de Arba, ante porta curtine. Si tratta del primo accenno a una costruzione difensiva che sorgeva al centro del paese, racchiudendo vari edifici tra cui la vecchia parrocchiale. Restaurata nel 1571 nel timore di un'invasione turca, sopravvisse fino alla prima metà del XIX secolo quando, in seguito a un evento sismico (probabilmente il terremoto del 25 ottobre 1812), l'abitato subì una serie di demolizioni e ricostruzioni.
Diversa la storia della frazione Colle: già parte del feudo patriarcale di Fanna, amministrato dai Polcenigo, fu accorpata al comune di Arba solo nel 1959, venendo staccata da Cavasso Nuovo.

### Simboli
due fasce in divisa dello stesso. Ornamenti esteriori da Comune.»
Lo stemma e il gonfalone sono stati concessi con decreto del presidente della Repubblica del 15 giugno 1972. Le due fasce azzurre simboleggiano il fiume Meduna e il torrente Colvera che attraversano il territorio di Arba. Il gonfalone è un drappo partito di bianco e di azzurro.

## Monumenti e luoghi d'interesse
- Chiesa di San Michele Arcangelo, costruita tra il 1836 e il 1857.

## Società

### Evoluzione demografica
Abitanti censiti

### Lingue e dialetti
Ad Arba, accanto alla lingua italiana, la popolazione utilizza la lingua friulana. Ai sensi della Deliberazione n. 2680 del 3 agosto 2001 della Giunta della Regione Autonoma Friuli-Venezia Giulia, il Comune è inserito nell'ambito territoriale di tutela della lingua friulana ai fini della applicazione della legge 482/99, della legge regionale 15/96 e della legge regionale 29/2007. La lingua friulana che si parla ad Arba rientra fra le varianti appartenenti al friulano occidentale.

## Amministrazione

### Sindaci dal 1995
| Periodo | Periodo   | Primo cittadino       | Partito                   | Carica  | Note |
| ------- | --------- | --------------------- | ------------------------- | ------- | ---- |
| 1995    | 1999      | Roberto Agnolutto     | Partito Popolare Italiano | Sindaco |      |
| 1999    | 2014      | Elvezio Toffolo       | Lista civica              | Sindaco |      |
| 2014    | 2024      | Antonio Ferrarin      | Lista civica              | Sindaco |      |
| 2024    | in carica | Franco Miracolino Lai | Lista civica              | Sindaco |      |